# Zacuscă
Zacusca é um alimento vegetal fresco normalmente comido com pão, que se pode encontrar em vários países dos Balcãs, como a Roménia, tendo como ingredientes principais: beringelas, pimentos vermelhos e cebola. 
Também podem ser adicionados tomates, cogumelos, cenouras, curgetes, etc.  Existem muitas variedades de zacuscas, dependendo dos ingredientes utilizados.  Há também quem adicione especiarias, entre as mais utilizadas pimenta e folhas de louro .
De acordo com a tradição romena, após a colheita de outono, algumas famílias preparam a zacusca e conservam-nas em jarros esterilizados no inverno. Também pode ser comprado nas lojas.
Uma preparação semelhante na Bulgária é chamada de "luteniţa".
Os lipovianos criaram uma receita autêntica para os peixes.

## Etimologia
A palavra zacusca é de origem eslava (café da manhã, zakuska), originalmente tendo o significado de " lanche " ou "aperitivo ".  A raiz da palavra (cous, kus) significa saborosa, deliciosa ou mordida .

## Ingredientes Básicos
- Cebolas
- Pimentos
- Beringelas
- Tomates
- Óleo
- Especiarias (sal, pimenta, folha de louro)

## Tipos de zacuscă
- Zacuscă de pimentos
- Zacuscă com cogumelos
- Zacuscă de feijões
- Zacusca de beringela
- Zacuscă de peixe lipovenească
- Zacusca de pastrav DOFTANA